# 호세 마리아 하우레기
호세 마리아 하우레기 라구나스(스페인어: José María Jauregui Lagunas; 1896년 3월 16일, 바스크 주 라스 아레나스 ~ 1988년 5월 3일)는 스페인의 축구 선수이다. 그는 1928년 하계 올림픽 축구 대회에 참가했다.